# Edelberto Bonilla
Edelberto Bonilla Oleas (Riobamba, 21 de noviembre de 1921 - 1994)  fue un político socialista ecuatoriano.

## Biografía
Nació el 21 de noviembre de 1921 en Riobamba, provincia de Chimborazo. Realizó sus estudios secundarios en el colegio Pedro Vicente Maldonado de Riobamba y los superiores en la Universidad Central del Ecuador, donde obtuvo el título de abogado.
Durante sus primeros años en la política ocupó los cargos de senador y presidente del consejo provincial de Chimborazo, lo que en la actualidad se conoce como prefecto. También fue concejal cantonal de Riobamba.
Fue elegido alcalde de Riobamba en las elecciones seccionales de 1978. Durante su periodo en la alcaldía fue uno de los promotores del parque industrial de la ciudad.
En 1983 renunció a la alcaldía para presentarse como candidato a diputado, por lo que asumió el puesto la vicealcaldesa María Murgueytio, quien de este modo se convirtió en la primera mujer ecuatoriana en ocupar el cargo de alcaldesa.
En las elecciones legislativas de 1984 fue elegido diputado nacional en representación de Chimborazo por el Partido Socialista Ecuatoriano para el periodo 1984-1986. En las elecciones de 1990 volvió a ganar una curul como diputado de Chimborazo.
El 18 de octubre de 1990 fue nombrado presidente del Congreso luego de una accidentada sesión del pleno en que destituyó al anterior presidente, Averroes Bucaram, quien fue acusado de violar la Constitución, atropellar normas parlamentarias, descuidar sus obligaciones, coartar la libertad de expresión y permitir agresiones criminales a diputados. Bonilla fue elegido gracias a la mayoría formada por los partidos Izquierda Democrática, Partido Socialista Ecuatoriano, Frente Radical Alfarista, Frente Amplio de Izquierda y Democracia Popular.
Falleció en 1994. Sus restos reposan en el cementerio de Riobamba.